# Hans-Jacob Krümmel
Hans-Jacob Krümmel (* 22. Oktober 1928 in Darmstadt; † 16. Februar 2016 in Bonn) war ein deutscher Betriebswirt und Hochschullehrer.

## Werdegang
Nach dem Wehrdienst bis zum Jahre 1945 also zwangsverpflichtet im Volkssturm seit Ende 1944; nahm er im Wintersemester 1948/49 das Studium der Betriebswirtschaftslehre an der Technischen Hochschule Hannover auf und wechselte 1950 an die Johann Wolfgang Goethe-Universität Frankfurt am Main. Hier legte er bei Erich Gutenberg 1951 die Diplomprüfung für Kaufleute ab. Anschließend wechselte er zur Universität Köln, wo er 1953 bei Gutenberg mit der Dissertation „Die verzögerte betriebliche Anpassung an Änderungen der Nachfrage bei homogener Konkurrenz“  zum Dr. rer. pol. promoviert wurde.
Danach wechselte Krümmel in die Praxis und nahm bankbezogene Tätigkeiten in verschiedenen Funktionen der Sparkassenorganisation auf, insbesondere als Verbandsprüfer, Direktionsassistent oder als Dozent und Verwaltungsleiter des Lehrinstituts für das kommunale Sparkassen- und Kreditwesen in Bonn. 1959 folgte Krümmel dem Angebot von Wolfgang Stützel und wechselte zur Universität Saarbrücken, wo er 1964 seine Habilitationsschrift „Bankzinsen – Untersuchungen über die Preispolitik von Universalbanken“ verfasste. Die als Buch erschienene Habilitationsschrift wurde insbesondere wegen der Entdeckung des Prinzips der „kleinen preispolitischen Mittel“ schnell bekannt und avancierte zum Standardwerk der bankbetrieblichen Preispolitik.
Im Januar 1965 folgte Krümmel dem Ruf an die Rheinische Friedrich-Wilhelms-Universität Bonn, wo er zum Direktor der Betriebswirtschaftlichen Abteilung des Instituts für Gesellschafts- und Wirtschaftswissenschaften sowie zum Direktor des Bankseminars ernannt wurde.

## Veröffentlichungen und weitere Funktionen
Krümmels Habilitationsschrift Bankzinsen – Untersuchungen über die Preispolitik von Universalbanken deckt mehr Fachgebiete ab als der Titel vermuten lässt. Er setzt sich zunächst umfassend mit dem Begriff der Bankabsatzleistung auseinander, worunter er Einzelleistungen und Leistungskonglomerate versteht, die die jeweils stärkere Marktseite als absatzfähig bezeichnet. Er sieht in der Bereitstellungsprovision eine Preisbezugsbasis für eine Bestandsfiktion. Er erkannte, dass Kreditexpansion die Insolvenzgefahren für Banken erhöhen kann, denn zwischen 1950 und 1963 waren 11 Bankinsolvenzen auf Großkredite zurückzuführen. Er teilte die Bankkunden in drei Verhandlungsmachtgruppen ein, und zwar in Kunden ohne, mit mäßiger und mit überragender Verhandlungsmacht. Krümmel zeigte auf, dass eine für die Gewinnmaximierung notwendige simultane Planung von Kosten und Erlösen im Bankbetrieb nicht möglich ist. Schließlich befasste er sich auch mit den banktypischen Präferenzen.
In seinem Buch Finanzierungsrisiken (Finanzierungsrisiko) lieferte er 1966 den Erklärungsansatz für das Kreditangebot einer Bank. Danach bestimmt das freie haftende Eigenkapital das maximale Einzelkreditangebot, welches bei einer Ausfallwahrscheinlichkeit von annähernd Null noch gerade akzeptabel sei. Würde eine bestimmte kleine Maximalausfallwahrscheinlichkeit überschritten, führe dies zur Ablehnung selbst kleinerer Kredite. Krümmel, der zahlreiche Aufsätze in Fachzeitschriften publizierte, hat 1984 ein theoretisches Modell zum Dominoeffekt beim Bank Run veröffentlicht. 1991 war er Mitautor beim Buch Allfinanz: Strukturwandel an den Märkten für Finanzdienstleistungen.
Krümmel war seit 1977 Mitherausgeber der Zeitschrift Kredit und Kapital und seit 1984 auch der Untersuchungen über das Spar-, Giro- und Kreditwesen. Zwischen 1974 und 1979 war er Mitglied der Bankenstrukturkommission des Bundesfinanzministeriums und seit 1979 Direktor des Instituts für das Spar-, Giro- und Kreditwesen an der Universität Bonn. Zwischen 1979 und 1981 war er Rektor der Rheinischen Friedrich-Wilhelms-Universität, wo er 1994 emeritierte.
Krümmel war Mitglied des Deutschen Ordens und dessen Deutschherrenmeister der Ballei Deutschland der Familiaren des Deutschen Ordens und gleichzeitig Vorsitzender des Deutschherrenbundes.